# Pierre L. G. Benoit
Pierre L. G. Benoit (* 21. Oktober 1920 in Mechelen; † 21. Januar 1995 in Brüssel) war ein belgischer Agraringenieur, Entomologe und Arachnologe.

## Leben
Benoit war der Sohn von Gérard und Philomène Benoit, geborene De Coninck. Seine Kindheit verbrachte er bei einer Familie in der französischen Gemeinde Montgeron, einer südlichen Vorstadt von Paris. Dadurch beherrschte er neben seiner Muttersprache Niederländisch auch die französische Sprache perfekt und studierte am Landwirtschaftlichen Institut der Universität Gent Agrarwissenschaften, wo er 1943 seinen Abschluss machte. Bereits während des Studiums schrieb er unter dem Titel Een winter bezoek aan Bonheidensche Pijnboombosschen seinen ersten Artikel, der in der Monatszeitschrift De Weetlust veröffentlicht wurde. Dem folgte 1944 eine Abhandlung über die Sinnesorgane der Honigbiene und ein Übersichtsartikel über Entomologie. Von 1946 bis 1946 arbeitete er in der Versorgungsabteilung und trat anschließend in das Kolonialministerium ein, wo er zunächst als Zonenlandwirt und später als Bezirkslandwirt in Belgisch-Kongo tätig war. In der Zwischenzeit hatte er Suzanne Danon geheiratet, mit der er eine Tochter und einen Sohn hatte. Während seines Aufenthalts in Belgisch-Kongo lebte er nacheinander in Yangambi, Bambesa, Paulis, Poko, Basoko, Yahuma und Opala.  Er interessierte sich vor allem für Schadinsekten im Zusammenhang mit der lokalen Landwirtschaft, insbesondere mit dem Ziel, Methoden zur biologischen Schädlingsbekämpfung zu entwickeln. Im Oktober 1949 kehrte er nach Belgien zurück, wo er einen Posten am Königlichen Museums für Zentral-Afrika in Tervuren annahm. Er arbeitete zunächst als Museumsführer, besuchte aber auch regelmäßig die Forschungsabteilung von Pierre Basilewsky. Dies führte dazu, dass er nacheinander zum Angestellten, Assistenten, Hilfskurator und schließlich 1956 zum Leiter der Abteilung für Wirbellose (außer Insekten) ernannt wurde. In der Zwischenzeit wurde er auch zum ordentlichen Professor am Prinz-Leopold-Institut für Tropenmedizin in Antwerpen ernannt.
1960 wurde er zum Berater der United States Naval Medical Research Unit für Afrika ernannt. Daneben war er Berater vieler wissenschaftlicher Institutionen für das Studium der Wirbellosen des Subsahara-Afrikas. Benoits Arbeit in Tervuren konzentrierte sich zunächst auf Hautflügler-Parasiten anderer afrikanischer Insekten, was zu siebzig Publikationen führte, in denen neue Arten beschrieben wurden. Das Tervuren-Museum betraute ihn dann mit der Leitung der Zweiflügler- und Hautflügler-Sammlungen, später kamen die Kieferläuse, Echte Tierläusen und Flöhe hinzu. Als Benoit die Sammlungen übernahm, umfassten sie neunhunderttausend Exemplare, die nahezu alle aus dem Kongo-Bergland stammen. Nach 23 Jahren Arbeit wuchs der Bestand auf 4,8 Millionen Exemplare aus allen Ländern und Inseln Afrikas an.
1959 unternahm Benoit eine Studienreise quer durch Afrika, die ihn nach Ägypten, in den Sudan, nach Uganda führte und im Institut für Tropenmedizin in Kasongo, Kongo, endete, wo er drei Monate lang arbeitete. Von Oktober 1965 bis März 1966 unternahm er unter sehr schwierigen materiellen Bedingungen eine zoologische Sammelreise auf die Insel St. Helena. Später arbeitete er auf den Seychellen, wo er eine zoologische Bestandsaufnahme durchführte, um sie mit einer anderen Studie zu vergleichen, die zehn Jahre zuvor gemacht worden war.
Benoits Bibliographie umfasst 230 Publikationen (Artikel, Monographien und Buchkapitel), die zwischen 1942 und 1986 veröffentlicht wurden. Er war auch ein Experte für die Spinnentiere des Subsahara-Afrikas, über die er zahlreiche Studien verfasste.
1958 wurde Benoit zum korrespondierenden Mitglied des Muséum national d’histoire naturelle in Paris ernannt. 1966 wurde er zum außerordentlichen Mitglied der Académie Royale des Sciences d’Outre Mer ernannt und 1976 zum ordentlichen Mitglied. Er erhielt auch Ehrenernennungen von anderen angesehenen Institutionen wie dem Natural History Museum in London, dem Museum of Comparative Zoology der Harvard University in Boston und dem American Museum of Natural History in New York. Er war Mitglied in vielen wissenschaftlichen Gesellschaften und wurde mit dem Ordre de l’Étoile africaine ausgezeichnet. Er war außerdem Ritter des Leopoldordens und wurde am 1. Januar 1982 zum Ehrenmitglied des Königlichen Museums für Zentralafrika ernannt.

## Dedikationsnamen
1978 benannte Peter J. van Helsdingen die Spinnenart Nesioneta benoiti aus Sri Lanka zu Ehren von Pierre Benoit. G. C. Loots beschrieb 1980 die Milbenart Gamasiphis benoiti von den Seychellen.

## Erstbeschreibungen von Pierre Benoit
- Afrofilistata
- Anophthalmoonops thoracotermitis
- Anophthalmoonops
- Caecoonops
- Hersilia baforti
- Hersilia clarki
- Hersilia sigillata
- Hypnoonops lejeunei
- Hypnoonops
- Ischnothyrella jivani
- Lathrothele
- Lionneta
- Lisna trichinalis
- Oecobius achimota
- Oecobius idolator
- Oecobius tibesti
- Oonops caecus
- Oonops erinaceus
- Patri david
- Prida sechellensis
- Rhagodessa cloudsleythompsoni
- Sahastata
- Silhouettella
- Termitoonops
- Tetrablemma helenense
- Zyngoonops clandestinus
- Zyngoonops